# Prior's Heys
Prior's Heys var en civil parish 1866–2015 när det uppgick i Tarvin, i distriktet Cheshire West and Chester, i Storbritannien. Den ligger i grevskapet Cheshire och riksdelen England, i den södra delen av landet, 250 km nordväst om huvudstaden London. Civil parish hade 10 invånare år 2001.